# Barry Greenstein
Barry Greenstein (Chicago (Illinois), 30 december 1954) is een professionele pokerspeler uit de Verenigde Staten. Hij won op de World Series of Poker (WSOP) 2008 zijn derde WSOP-titel. Daarnaast schreef hij in het kader van de World Poker Tour (WPT) zowel het hoofdtoernooi van de World Poker Open 2004 als het WPT Invitiational - No Limit Hold'em-toernooi van de L.A. Poker Classic 2006 op zijn naam. Greenstein maakte in 2013 deel uit van een door PokerStars gesponsorde groep Amerikaanse pokerprofessionals genaamd 'Team PokerStars'.
Greenstein verdiende tot en met juni 2014 meer dan $8.000.000,- in pokertoernooien (cashgames niet meegerekend). Hij haalde een bachelor informatica aan de Universiteit van Illinois te Urbana-Champaign en werkte tot zijn 36e voor Symantec, voor hij voltijds pokerspeler werd. Hij speelt online onder het pseudoniem 'barryg1'.

## Trivia
- Greenstein geeft doorgaans een getekend exemplaar van zijn boek Ace on the River (2005) weg aan de speler die hem uitschakelt op een toernooi.
- Hij leerde zijn ex-vriendin Mimi Tran pokeren, in ruil voor lessen Vietnamees. Tran werd later ook prof.
- Greenstein is te zien in seizoen 1 t/m 5 van het tv-programma High Stakes Poker en in de eerste drie seizoenen van Poker After Dark.
  - Hij won een 'weddenschap', aangegaan door de mensen op het forum van de website van Two Plus Two Publishing, door tijdens een aflevering van High Stakes Poker "LOL donkaments" te zeggen na een gewonnen hand. Dat is een spottende online uitdrukking die vrij te vertalen valt als 'dom gespeeld'. In ruil daarvoor vroeg Greenstein de forumgebruikers geld te doneren ten bate van een liefdadigheidsinstelling voor kansarme kinderen over de hele wereld.[3]
- Greenstein maakte van 2001 tot en met 2004 deel uit van gelegenheids-pokerteam The Corporation.

## World Series of Poker bracelets
| Jaar | Toernooi                            | Prijs    |
| ---- | ----------------------------------- | -------- |
| 2004 | $5.000 No Limit Deuce to Seven Draw | $296.200 |
| 2005 | $1.500 Pot Limit Omaha              | $128.505 |
| 2008 | $1.500 Razz                         | $157.619 |